# Kampf dem Atomtod
Die Kampagne Kampf dem Atomtod war eine außerparlamentarische Protestbewegung in Westdeutschland gegen die seinerzeit geplante Ausrüstung der Bundeswehr mit taktischen Atomwaffen. Sie entstand seit April 1957 und war bis August 1958, in einzelnen Gruppen auch bis Januar 1959 (Studentenkongress gegen Atomrüstung) aktiv. Sie gilt als eine Vorläuferin späterer Protestbewegungen, darunter der Ostermarsch-Bewegung und der Studentenbewegung der 1960er Jahre.

## Vorgeschichte

### Wettrüsten und Militärstrategien
Die Problematik der Atomwaffen war seit den Atombombenabwürfen auf Hiroshima und Nagasaki im August 1945 weltweit unübersehbar geworden. Damit begann das vor allem atomare Wettrüsten zwischen den USA und der Sowjetunion, das den Kalten Krieg bestimmte. Seit dem Koreakrieg 1950–1953 drohten die USA der Sowjetunion und der Volksrepublik China im Falle eines expansiven Angriffs „massive Vergeltung“ an, das hieß auch atomare Gegenschläge auf ihr Kernland. Die 1949 gegründete NATO wurde in diese Militärstrategie eingebunden.
1954 erreichte die Sowjetunion ein Atompatt bei „strategischen“, also gegen die USA selbst einsetzbaren Atom- und Wasserstoffbomben. Daraufhin begannen die USA, taktische Atomsprengköpfe, Atombomber und atomar bestückbare Kurz- und Mittelstreckenraketen in verschiedenen Staaten Westeuropas, darunter Westdeutschland, aufzustellen. Diese sollten das sowjetische Übergewicht bei konventionellen Panzer- und Truppenverbänden in Europa ausgleichen, ohne die USA sofort vor die Wahl eines Weltkriegs mit der Sowjetunion oder Kapitulation zu stellen.
Am 5. Mai 1955 trat die Bundesrepublik der NATO bei. Die Pariser Verträge verpflichteten sie, auf westdeutschem Gebiet niemals ABC-Waffen herzustellen. Zugleich erhielt sie militärpolitische Souveränität im Rahmen des NATO-Rats. Die 1955 gebildete Bundeswehr wäre als Teil der NATO jedoch unter Umständen an einem Atomkrieg beteiligt worden. Das Manöverplanspiel Carte Blanche zeigte den bundesdeutschen Militärs im Juni 1955, was der Einsatz von taktischen Atomwaffen für ihr Land bedeuten würde: Es ergab eine fiktive Verlustziffer von 1,7 Millionen getöteten und 3,5 Millionen verwundeten Deutschen, ohne die Auswirkungen der Radioaktivität mitzuberechnen.
Seit 1953 drängten Frankreich und Großbritannien auf eine Ausrüstung ihrer Teilstreitkräfte mit Atomwaffen. Hauptgrund war, dass diese billiger waren als die 1954 beschlossene konventionelle Aufrüstung der NATO um 96 Divisionen. Der NATO-Rat bezog die Verwendung von Atommunition seit 1954 in seine Planungen ein. Seit Dezember 1955 berichteten westdeutsche Tageszeitungen, dass eine atomare Ausrüstung der Bundeswehr früher oder später vorgesehen sei. Im September 1956 meldeten US-amerikanische Tageszeitungen, die Bonner Regierung fordere Atomwaffen für die Bundeswehr. Im Dezember 1956 erklärte der US-Verteidigungsminister, sein Land sei prinzipiell bereit, den westeuropäischen Verbündeten taktische Atomraketen zu liefern. Nur Tage später erklärte Bundesverteidigungsminister Franz Josef Strauß, die Atombewaffnung der Bundeswehr sei bereits beschlossen.
Damit wollte die Bundesregierung parallelen Plänen des britischen Außenministers Anthony Eden zu einem allmählichen militärischen disengagement der Supermächte in Zentraleuropa vom Dezember 1955 und sowjetischen Vorschlägen zu einer atomwaffenfreien Zone Mitteleuropa vom März 1956, die der polnische Außenminister Adam Rapacki im Oktober 1957 konkretisierte (Rapacki-Plan), zuvorkommen.

### Erste europäische Initiativen gegen Atomrüstung
Schon im Frühjahr 1950 gab eine von kommunistischen Parteien Westeuropas getragene Weltfriedensbewegung einen Stockholmer Appell heraus, der die Vernichtung aller Vorräte an Atomwaffen und die Einstellung ihrer Produktion forderte. Der Aufruf sprach von „Regierungen, die heute die Entfesselung eines Atomkriegs vorbereiten und erreichen wollen, dass die Völker dies als unabwendbar hinnehmen“, und rief zum Widerstand dagegen auf.
In der Bundesrepublik Deutschland wurde das Problem der Atomrüstung erst Jahre später diskutiert. Bei der ab 1949 entstandenen Opposition gegen die Wiederbewaffnung spielte dieses Thema noch kaum eine Rolle. Erst seit die Aufstellung atomarer Kurzstreckenraketen in Westeuropa bekannt wurde, häuften sich Aufrufe gegen die Atomrüstung im Allgemeinen, noch ohne die mögliche atomare Ausrüstung der NATO und Bundeswehr zu thematisieren.
Nach Umfragen im April 1954 lehnten etwa 39 Prozent der befragten Bundesdeutschen die Aufstellung von Atomwaffen auf deutschem Boden ab. Der Rat der EKD forderte im Mai 1954 einen allgemeinen Stopp des atomaren Wettrüstens; ihm folgte die Vollversammlung des ÖRK im August 1954. Ein von der westdeutschen KPD alsbald organisierter Aufruf „gegen die Vorbereitung des Atomkriegs“ vom Januar 1955 erzielte nach Angaben der Initiatoren einige Hunderttausend Unterschriften.
Am 9. Juli 1955 rief Bertrand Russell in Großbritannien zur Ächtung eines künftigen Weltkriegs auf, da dieser unausweichlich mit Massenvernichtungsmitteln ausgetragen werden würde. Seinen Aufruf unterzeichneten Max Born, Albert Einstein sowie weitere Physiker. Am 25. September 1955 rief der Verband Deutscher Physikalischer Gesellschaften die Regierungen aller Völker zum freiwilligen Verzicht auf Gewalt als letztes Mittel der Politik auf, da dieses letzte Mittel angesichts der faktisch vollzogenen Einbeziehung von Atomwaffen Selbstvernichtung bedeuten würde.
Im Juni 1956 rief die Synode der EKD mit einer von Heinrich Vogel verfassten Erklärung alle Christen auf, sich nicht an Entwicklung und Herstellung von Massenvernichtungsmitteln zu beteiligen. Im selben Monat gründete sich auf Initiative des Arztes Bodo Manstein in Detmold der Kampfbund gegen Atomschäden. Diese erste westdeutsche Organisation zu diesem Thema forderte die Einstellung aller Atomtests, ein Verbot der Herstellung und Anwendung aller Atomwaffen und die Förderung eines Zivilschutzes gegen radioaktive Gefahren.

## Anlass
Auslöser der Bewegung Kampf dem Atomtod waren Pläne der damaligen CDU-CSU-geführten Bundesregierung zur Ausrüstung der Bundeswehr mit sogenannten taktischen – auf dem Gefechtsfeld einzusetzenden – Atomsprengköpfen und Abschussbasen für atomare Kurzstreckenraketen. Diese Pläne wurden durch ein Interview von Bundeskanzler Konrad Adenauer am 5. April 1957 bekannt, in dem er diese Atomwaffen als „Weiterentwicklung der Artillerie“ darstellte. Daraufhin veröffentlichten 18 führende deutsche Atomwissenschaftler unter Federführung von Otto Hahn und Carl Friedrich von Weizsäcker am 12. April 1957 den Göttinger Appell, der auf die Zerstörungskraft dieser Waffen hinwies und vor den militärischen und politischen Folgen der Atombewaffnung warnte.

## Verlauf
Im weiteren Verlauf bildete sich ein breites Bündnis von SPD, DGB, FDP, Vertretern der vormaligen Gesamtdeutschen Volkspartei, der EKD, des Linkskatholizismus, Wissenschaftlern und Schriftstellern gegen die Atombewaffnung. Sie bildeten am 22. Februar 1958 einen zentralen Arbeitsausschuss, der am 10. März die Bevölkerung in einem bundesweiten Aufruf unter dem Titel „Kampf dem Atomtod“ zum Widerstand aufrief.
Der Deutsche Bundestag erlaubte mit der Stimmenmehrheit der CDU/CSU-Fraktion jedoch am 25. März 1958 die Aufstellung solcher Waffen unter dem Oberbefehl der NATO in der Bundesrepublik. Daraufhin gründeten sich zahlreiche lokale und regionale Arbeitsausschüsse der Kampagne, die in Eigenregie zahlreiche Demonstrationen, Mahnwachen, Gottesdienste und Plakataktionen durchführten. In den meisten westdeutschen Großstädten kam es im Frühjahr 1958 zu Massenkundgebungen mit insgesamt etwa 1,5 Millionen Teilnehmern. Zu den prominenten Unterstützern gehörte auch Martin Niemöller. Zudem kam es in vielen Betrieben zu politischen Streiks, unter anderem in Bremerhaven und im Volkswagenwerk Kassel. Nach Meinungsumfragen lehnten nun bis zu 83 Prozent der westdeutschen Bevölkerung Atomwaffen für die Bundeswehr und auf deutschem Boden ab, 52 Prozent befürworteten Streiks zu ihrer Verhinderung.

## Rückzug und Abbruch
Die Führungen von DGB und SPD lehnten solche Streiks ab und bevorzugten das Mittel einer Volksbefragung. Diese verbot das Bundesverfassungsgericht am 30. Juli 1958 als verfassungswidrig. Daraufhin brachen die Initiatoren die Kampagne ab.
Im Dezember 1958 entschied der NATO-Rat, dass nur die USA das „Schlüsselrecht“ zum Einsatz von Atomwaffen von Westeuropa und Westdeutschland aus erhalten sollten. Die bereits stationierten atomaren Kurzstreckenraketen blieben unter dem Oberbefehl der US-Armee. Die Bundeswehr sollte vor allem auf Wunsch der Regierung Frankreichs unter Charles de Gaulle nicht über eigene Atomwaffen verfügen. Damit entfiel der unmittelbare Anlass der Kampagne, die mögliche Atombewaffnung der Bundeswehr, nicht jedoch die der NATO.

## Historische Einordnung
Heinrich August Winkler urteilt: Obwohl die Atompläne der Regierung in der Bevölkerung nicht populär waren, habe die Kampagne nicht das erhoffte nachhaltige Ergebnis gehabt. Die Mehrheit habe einer Bewegung misstraut, die „vor allem grundsätzliche Pazifisten ansprach und der Kontrolle durch die SPD leicht entgleiten konnte.“
Joseph Rovan zufolge wollte die SPD die Aufregung um den „Atomtod“ im Rahmen eines üblichen Wahlkampfs nutzen, u. a. um ihre Forderungen einer atomwaffenfreien Zone in Europa zu propagieren. Den Urhebern des Programms sei der illusorische Charakter einer Forderung, „die das militärische Gleichgewicht zugunsten der Sowjetunion gründlich verändert hätte, da diese eine viel stärkere konventionelle Bewaffnung besaß“, nicht aufgefallen. Die Kampagne habe sich bei der Bundestagswahl 1957 für die SPD nicht ausgezahlt, aber dazu beigetragen, dass die Bundeswehr tatsächlich nicht mit Atomwaffen ausgerüstet wurde, „was allerdings nie wahrscheinlich gewesen war“.